# Lesozavodsk
Lesozavodsk (rusky Лесозаводск) je město v Přímořském kraji v Ruské federaci. Při sčítání lidu v roce 2010 měl přes sedmatřicet tisíc obyvatel.

## Poloha a doprava
Lesozavodsk leží na řece Ussuri, pravém přítoku Amuru, v Ussurijské nížině. Od čínsko-ruské hranice, za kterou se nachází území městské prefektury Šuang-ja-šan, je vzdálen jen přibližně deset kilometrů východně. Od Vladivostoku, správního střediska kraje, je vzdálen přibližně 300 kilometrů severně.
V Lesozavodsku je stanice Ružino na Transsibiřské magistrále (8934. kilometr od Moskvy) a rovnoběžně s ní vede v severojižním směru přibližně deset kilometrů východně od města dálnice A370 z Chabarovsku do Vladivostoku.

## Dějiny
V roce 1894 přišli do oblasti přistěhovalci z Kyjevské, Černigovské a Poltavské gubernie. Na přelomu století začínají vznikat pily a v roce 1924 vzniká přímo na místě pozdějšího Lesozavodsku osada Dalles (Дальлес), která svým názvem odkazovala k Dálnému východu a k lesu. V roce 1932 byla sloučena s osadou Novostrojka a tím vzniklo sídlo městského typu Lesozavodsk, opět odkazující k dřevozpracujícímu průmyslu, základu zdejšího hospodářství.
Městem je Lesozavodsk od roku 1938.